# Rodrigo Pinho
Rodrigo Cunha Pereira de Pinho, noto semplicemente come Rodrigo Pinho (Henstedt-Ulzburg, 30 maggio 1991), è un calciatore tedesco naturalizzato brasiliano, attaccante dell'Estrela Amadora.

## Caratteristiche tecniche
È un centravanti.

## Carriera
Nato in Germania nel periodo in cui suo padre Nando giocava per l'Amburgo, dal 2011 al 2015 ha giocato nelle serie minori del campionato brasiliano.
Nel 2015 è stato acquistato dal Braga, squadra con cui ha debuttato il 16 agosto nel match vinto per 2-1 contro il Nacional.